# Куликов (Волгоградская область)
Куликов — посёлок в Палласовском районе Волгоградской области, в составе Савинского сельского поселения.
Посёлок расположен в степи, близ государственной границы с Республикой Казахстан, в 17 км восточнее административного центра сельского поселения села Савинка. Посёлок обслуживает почтовое отделение 404231, расположенное в селе Савинка.
Посёлок Куликов Савинского сельсовета включён в справочник административно-территориального деления Волгоградской области при переиздании справочника в 1987 году вместо посёлка бригады № 4 колхоза имени Чапаева.

## Население
Динамика численности населения по годам:
| 1987 | 2002 |
| ---- | ---- |
| ≈200 | 157  |

| 2010 |
| ---- |
| 84   |